# De IJsselmeeuwen
De Zutphense Zwem- en Poloclub (ZZ&PC) De IJsselmeeuwen is een Nederlandse zwem- en waterpoloclub uit Zutphen. De vereniging heeft meer dan 250 leden en is aangesloten bij de KNZB. De vereniging heeft meerdere takken van sport, waaronder waterpolo, wedstrijdzwemmen, recreatief jeugdzwemmen, trimzwemmen en G-Sport (Dolfijn). De IJsselmeeuwen is de enige zwem- en waterpolovereniging binnen de gemeente Zutphen. In 2025 zijn er 6 waterpolo-teams, verdeeld over jeugd en senioren. Op 22 maart 2025 werden de Dames 1 na 42 jaar weer kampioen en promoveerden zij naar de 2e klasse.

## Geschiedenis
De vereniging is in 1964 ontstaan na de fusie van De Jongen Kampioenen (DJK) en Neptunus. In het verleden zijn er bijzondere wedstrijden georganiseerd, waaronder de 8KM in de IJssel. Toen de IJsselmeeuwen net bestond, werden de wedstrijden van de vereniging gespeeld in het Graaf Ottobad. Nadat het 'nieuwe' Graaf Ottobad in gebruik werd genomen, had de vereniging op zijn hoogtepunt ongeveer 500 leden. Sinds 2015 is het 'nieuwe' Graaf Ottobad gesloopt en speelt de vereniging zijn wedstrijden in zwembad De IJsselslag. In 2017 werd bekendgemaakt dat het nieuwe bad tijdelijk gesloten moet worden vanwege gezondheidsklachten. Vanwege de coronapandemie, de energiekosten die het bad met zich meeneemt en een teruglopend ledenaantal, staat het water bijna aan de lippen voor de vereniging.